# Élections municipales danoises de 2025
Les élections municipales danoises de 2025 se dérouleront le 18 novembre 2025 afin d'élire les membres des conseils des 98 communes du Danemark. Des élections régionales auront lieu le même jour.